# Brindisi Sport 1973-1974
Questa pagina raccoglie le informazioni riguardanti il Brindisi Sport nelle competizioni ufficiali della stagione 1973-1974.

## Rosa
| N. |                   | Ruolo | Calciatore              |
| -- | ----------------- | ----- | ----------------------- |
|    | Italia (bandiera) | C     | Alessandro Abbondanza   |
|    | Italia (bandiera) | C     | Aldo Bellan             |
|    | Italia (bandiera) | A     | Giorgio Benini          |
|    | Italia (bandiera) | C     | Luigi Boccolini         |
|    | Italia (bandiera) | D     | Mario Cantarelli        |
|    | Italia (bandiera) | D     | Enzo Carbonella         |
|    | Italia (bandiera) | A     | Bruno Del Pelo          |
|    | Italia (bandiera) | P     | Rosario Di Vincenzo     |
|    | Italia (bandiera) | C     | Amedeo Fiorillo Manunta |
|    | Italia (bandiera) | C     | Roberto Franzon         |
|    | Italia (bandiera) | C     | Diego Giannattasio      |
|    | Italia (bandiera) | C     | Gianfranco Guerrini     |

| N. |                   | Ruolo | Calciatore          |
| -- | ----------------- | ----- | ------------------- |
|    | Italia (bandiera) | C     | Antonio Incalza     |
|    | Italia (bandiera) | A     | Crescenzo Izzo      |
|    | Italia (bandiera) | D     | Antonio La Palma    |
|    | Italia (bandiera) | C     | Paolo Lombardo      |
|    | Italia (bandiera) | P     | Giuseppe Maschi     |
|    | Italia (bandiera) | A     | Pietro Michesi      |
|    | Italia (bandiera) | C     | Michele Moro        |
|    | Italia (bandiera) | P     | Ubaldo Novembre     |
|    | Italia (bandiera) | C     | Giuseppe Palazzese  |
|    | Italia (bandiera) | D     | Giuseppe Papadopulo |
|    | Italia (bandiera) | D     | Aldo Sensibile      |
|    | Italia (bandiera) | P     | Vincenzo Soriano    |

## Risultati

### Serie B

#### Girone di andata
| 30 settembre 1973 1ª giornata | Avellino | 2 – 3 | Brindisi |  |

| 7 ottobre 1973 2ª giornata | Brindisi | 2 – 1 | Reggiana |  |

| 14 ottobre 1973 3ª giornata | Perugia | 2 – 0 | Brindisi |  |

| 21 ottobre 1973 4ª giornata | Brindisi | 0 – 0 | Como |  |

| 28 ottobre 1973 5ª giornata | SPAL | 1 – 0 | Brindisi |  |

| 4 novembre 1973 6ª giornata | Palermo | 0 – 2 | Brindisi |  |

| 11 novembre 1973 7ª giornata | Brindisi | 2 – 0 | Bari |  |

| 18 novembre 1973 8ª giornata | Ascoli | 1 – 1 | Brindisi |  |

| 25 novembre 1973 9ª giornata | Brindisi | 1 – 0 | Catanzaro |  |

| 2 dicembre 1973 10ª giornata | Catania | 1 – 1 | Brindisi |  |

| 9 dicembre 1973 11ª giornata | Brindisi | 2 – 1 | Parma |  |

| 16 dicembre 1973 12ª giornata | Varese | 4 – 1 | Brindisi |  |

| 23 dicembre 1973 13ª giornata | Brindisi | 0 – 0 | Brescia |  |

| 30 dicembre 1973 14ª giornata | Atalanta | 0 – 0 | Brindisi |  |

| 6 gennaio 1974 15ª giornata | Brindisi | 0 – 1 | Taranto |  |

| 13 gennaio 1974 16ª giornata | Arezzo | 1 – 0 | Brindisi |  |

| 20 gennaio 1974 17ª giornata | Brindisi | 1 – 1 | Ternana |  |

| 27 gennaio 1974 18ª giornata | Novara | 1 – 1 | Brindisi |  |

| 3 febbraio 1974 19ª giornata | Brindisi | 0 – 0 | Reggina |  |

#### Girone di ritorno
| 10 febbraio 1974 20ª giornata | Brindisi | 1 – 1 | Avellino |  |

| 17 febbraio 1974 21ª giornata | Reggiana | 2 – 0 | Brindisi |  |

| 24 febbraio 1974 22ª giornata | Brindisi | 0 – 0 | Perugia |  |

| 3 marzo 1974 23ª giornata | Como | 1 – 1 | Brindisi |  |

| 10 marzo 1974 24ª giornata | Brindisi | 1 – 1 | SPAL |  |

| 17 marzo 1974 25ª giornata | Brindisi | 0 – 0 | Palermo |  |

| 24 marzo 1974 26ª giornata | Bari | 1 – 0 | Brindisi |  |

| 31 marzo 1974 27ª giornata | Brindisi | 1 – 1 | Ascoli |  |

| 7 aprile 1974 28ª giornata | Catanzaro | 2 – 0 | Brindisi |  |

| 14 aprile 1974 29ª giornata | Brindisi | 2 – 1 | Catania |  |

| 21 aprile 1974 30ª giornata | Parma | 4 – 0 | Brindisi |  |

| 28 aprile 1974 31ª giornata | Brindisi | 1 – 2 | Varese |  |

| 5 maggio 1974 32ª giornata | Brescia | 1 – 0 | Brindisi |  |

| 12 maggio 1974 33ª giornata | Brindisi | 2 – 1 | Atalanta |  |

| 19 maggio 1974 34ª giornata | Taranto | 0 – 0 | Brindisi |  |

| 26 maggio 1974 35ª giornata | Brindisi | 1 – 1 | Arezzo |  |

| 2 giugno 1974 36ª giornata | Ternana | 0 – 0 | Brindisi |  |

| 9 giugno 1974 37ª giornata | Brindisi | 0 – 0 | Novara |  |

| 16 giugno 1974 38ª giornata | Reggina | 1 – 0 | Brindisi |  |

## Statistiche

### Statistiche di squadra
| Competizione | Punti | In casa | In casa | In casa | In casa | In casa | In casa | In trasferta | In trasferta | In trasferta | In trasferta | In trasferta | In trasferta | Totale | Totale | Totale | Totale | Totale | Totale | DR  |
| Competizione | Punti | G       | V       | N       | P       | Gf      | Gs      | G            | V            | N            | P            | Gf           | Gs           | G      | V      | N      | P      | Gf     | Gs     | DR  |
| ------------ | ----- | ------- | ------- | ------- | ------- | ------- | ------- | ------------ | ------------ | ------------ | ------------ | ------------ | ------------ | ------ | ------ | ------ | ------ | ------ | ------ | --- |
| Serie B      | 34    | 19      | 6       | 11      | 2       | 17      | 12      | 19           | 2            | 7            | 10           | 10           | 25           | 38     | 8      | 18     | 12     | 27     | 37     | -10 |
| Coppa Italia | 5     | 2       | 1       | 1       | 0       | 3       | 0       | 2            | 1            | 0            | 1            | 2            | 1            | 4      | 2      | 1      | 1      | 5      | 1      | +4  |
| Totale       |       | 21      | 7       | 12      | 2       | 20      | 12      | 21           | 3            | 7            | 11           | 12           | 26           | 42     | 10     | 19     | 13     | 32     | 38     | -6  |

### Statistiche dei giocatori
| Giocatore       | Serie B  | Serie B | Serie B     | Serie B    | Coppa Italia | Coppa Italia | Coppa Italia | Coppa Italia | Totale   | Totale | Totale      | Totale     |
| Giocatore       | Presenze | Reti    | Ammonizioni | Espulsioni | Presenze     | Reti         | Ammonizioni  | Espulsioni   | Presenze | Reti   | Ammonizioni | Espulsioni |
| --------------- | -------- | ------- | ----------- | ---------- | ------------ | ------------ | ------------ | ------------ | -------- | ------ | ----------- | ---------- |
| A. Abbondanza   | 20       | 1       | ?           | ?          | ?            | ?            | ?            | ?            | 20+      | 1+     | ?           | ?          |
| A. Bellan       | 11       | 0       | ?           | ?          | ?            | ?            | ?            | ?            | 11+      | 0+     | ?           | ?          |
| G. Benini       | 1        | 0       | ?           | ?          | ?            | ?            | ?            | ?            | 1+       | 0+     | ?           | ?          |
| L. Boccolini    | 33       | 0       | ?           | ?          | ?            | ?            | ?            | ?            | 33+      | 0+     | ?           | ?          |
| M. Cantarelli   | 37       | 0       | ?           | ?          | ?            | ?            | ?            | ?            | 37+      | 0+     | ?           | ?          |
| E. Carbonella   | 1        | 0       | ?           | ?          | ?            | ?            | ?            | ?            | 1+       | 0+     | ?           | ?          |
| B. Del Pelo     | 8        | 2       | ?           | ?          | ?            | ?            | ?            | ?            | 8+       | 2+     | ?           | ?          |
| R. Di Vincenzo  | 15       | -10     | ?           | ?          | ?            | ?            | ?            | ?            | 15+      | -10+   | ?           | ?          |
| A. Fiorillo     | 32       | 1       | ?           | ?          | ?            | ?            | ?            | ?            | 32+      | 1+     | ?           | ?          |
| P. Franzoni     | 5        | 1       | ?           | ?          | ?            | ?            | ?            | ?            | 5+       | 1+     | ?           | ?          |
| D. Giannattasio | 34       | 3       | ?           | ?          | ?            | ?            | ?            | ?            | 34+      | 3+     | ?           | ?          |
| G. Guerrini     | 1        | 0       | ?           | ?          | ?            | ?            | ?            | ?            | 1+       | 0+     | ?           | ?          |
| A. Incalza      | 27       | 4       | ?           | ?          | ?            | ?            | ?            | ?            | 27+      | 4+     | ?           | ?          |
| C. Izzo         | 5        | 0       | ?           | ?          | ?            | ?            | ?            | ?            | 5+       | 0+     | ?           | ?          |
| A. La Palma     | 36       | 0       | ?           | ?          | ?            | ?            | ?            | ?            | 36+      | 0+     | ?           | ?          |
| P. Lombardo     | 15       | 0       | ?           | ?          | ?            | ?            | ?            | ?            | 15+      | 0+     | ?           | ?          |
| G. Maschi       | 11       | -11     | ?           | ?          | ?            | ?            | ?            | ?            | 11+      | -11+   | ?           | ?          |
| P. Michesi      | 35       | 10      | ?           | ?          | ?            | ?            | ?            | ?            | 35+      | 10+    | ?           | ?          |
| M. Moro         | 19       | 0       | ?           | ?          | ?            | ?            | ?            | ?            | 19+      | 0+     | ?           | ?          |
| U. Novembre     | 15       | -16     | ?           | ?          | ?            | ?            | ?            | ?            | 15+      | -16+   | ?           | ?          |
| G. Palazzese    | 30       | 1       | ?           | ?          | ?            | ?            | ?            | ?            | 30+      | 1+     | ?           | ?          |
| G. Papadopulo   | 36       | 1       | ?           | ?          | ?            | ?            | ?            | ?            | 36+      | 1+     | ?           | ?          |
| A. Sensibile    | 24       | 0       | ?           | ?          | ?            | ?            | ?            | ?            | 24+      | 0+     | ?           | ?          |
| V. Soriano      | 1        | 0       | ?           | ?          | ?            | ?            | ?            | ?            | 1+       | 0+     | ?           | ?          |